# A. Loudon Snowden
Archibald Loudon Snowden, né le 11 août 1835 et mort le 7 septembre 1912 était un homme politique et un diplomate américain de la fin du XIXe siècle.

## Jeunesse
Snowden est né dans le comté de Cumberland, en Pennsylvanie, le 11 août 1835. Il est le fils de Margery Bines (née Louden) (1808-1888) et d'Isaac Wayne Snowden (1794-1850),. Parmi ses frères et sœurs figuraient Nathaniel Randolph Snowden, John Ross Snowden, Sarah Gustine Snowden Stewart et Maude Loudon Snowden. Son oncle, James Ross Snowden, était directeur de la Monnaie des États-Unis. Son père était chirurgien dans l'armée américaine et a servi dans la première guerre Séminole sous les ordres du général Jackson. Il a été blessé à Fort Scott.
Snowden a obtenu son diplôme du Jefferson College (en) en 1856.

## Carrière
Après avoir obtenu son diplôme en 1856, il a été inscrit au registre de la Monnaie des États-Unis le 7 mai 1857. Sur le plan politique, Snowden a été démocrate jusqu'en 1860, date à laquelle il est passé au parti républicain, estimant que la politique des démocrates était préjudiciable aux intérêts manufacturiers du pays.
Après que la guerre civile américaine ait éclaté en 1861, Snowden a aidé à lever un régiment d'infanterie volontaire de Pennsylvanie et a été nommé lieutenant-colonel. Il est ensuite promu capitaine de la Première compagnie de cavalerie de la ville de Philadelphie (en),.

### Carrière après-guerre
Snowden est devenu chef monnayeur à la Monnaie de Philadelphie le 1er octobre 1866, et de 1877 à 1879, il a été maître de poste de Philadelphie. Snowden a été le surintendant de la Monnaie de Philadelphie de 1879 à 1885, nommé par le président Ulysses S. Grant,. En 1878, il a refusé à deux reprises d'occuper le poste de directeur de la Monnaie des États-Unis, offert par le président Rutherford B. Hayes. En 1879, il devient le directeur général de la Monnaie de Philadelphie et occupe ce poste jusqu'à l'élection de Grover Cleveland en 1885,. En 1887, il est nommé maréchal de la célébration du centenaire de la Constitution des États-Unis, qui se tient à Philadelphie.
Il a fait des améliorations et des inventions relatives aux machines à frapper la monnaie et a écrit des articles sur des sujets liés à la monnaie, au grand sceau des États-Unis et à d'autres sujets. Il a été associé aux chemins de fer, aux compagnies d'assurance et à d'autres intérêts commerciaux.

### Carrière diplomatique
En 1889, Snowden a succédé à Walker Fearn et a été simultanément ambassadeur des États-Unis en Grèce, en Roumanie et en Serbie de 1889 à 1892. De 1892 à 1893, il a été ambassadeur des États-Unis en Espagne, succédant à Edward Burd Grubb, Jr..

### Carrière post-diplomatique
Snowden était le président de la commission du parc Fairmount. En 1903, il est accusé, avec Charles A. Porter, ancien sénateur d'État, C. Kennedy Crossan, entrepreneur et Ludwig S. Filbert, de réaliser des profits illégaux par l'intermédiaire de la Danville Bessemer Company.

## Famille
Le 16 février 1864, Snowden s'est marié avec Elizabeth Robinson Smith (1841-1910). Ensemble, ils étaient les parents de :
- Caroline Smith Snowden (1865-1960), qui a épousé Stuyvesant Wainwright (1863-1930) en 1889. Ils ont divorcé et elle a épousé le Dr Carl F. Wolff (1864-1934)[15],[16],[17] ;
- Mary Buchanan Snowden (née en 1866), qui a épousé Frank Samuel en 1887[18] ;
- Charles Randolph Snowden (1871-1913), qui a épousé Berthe de Pourtales Churchman (1878-1958) en 1899[19] ;
- Archibald Loudon Snowden (1878-1878), qui est mort jeune[1].

Snowden est mort le 7 septembre 1912 à Philadelphie, en Pennsylvanie, après avoir combattu une maladie de neuf mois. Il est enterré au cimetière de Laurel Hill dans la section Bridge, parcelles 9 et 10.
Il était le grand-père de Stuyvesant Wainwright (1891-1975), Snowden Wainwright (né en 1893), Loudon Snowden Wainwright (1898-1942), et Carroll Livingston Wainwright (1899-1967), et l'arrière-grand-père de Stuyvesant Wainwright II (1921-2010) et Loudon Wainwright, Jr. (1924–1988).